# 钴酸钠
氧化鈷鈉，也称钴酸钠，是一种无机化合物，化学式为NaCoO2。它的不完全还原形式为NaxCoO2（0<x<1），这种形式也以水合物的形式存在。NaCoO2可由化学计量比的乙酸钠和酒石酸钴的热解得到。它和α-NaFeO2同构。它可以很容易地被碘氧化为Na0.5CoO2。